# 현대 K 플랫폼
현대 K 플랫폼 시리즈는 현대자동차와 기아의 플랫폼이다.

## K1 플랫폼
- 현대 산트로/아토스/이온(AH2) (2018~2022)[1]
- 현대 그랜드 i10 니오스 (AI3) (2019년~현재)[2]
- 현대 아우라/그랜드 i10 세단 (AI3) (2020~현재)[3]
- 현대 캐스퍼(AX1) (2021년~현재)[4]
- 현대 엑스터(AI3 CUV) (2023년~현재)
- 기아 시로스(AY) (2025~현재)

## K1 BEV 플랫폼
- 현대 캐스퍼 일렉트릭/인스터(AX1 EV) (2024년~현재)

## K2 플랫폼
- 현대 i20 (BC3/BI3) (2020~현재)[5]
- 현대 엑센트/베르나/솔라리스(HC/YC) (2017~2023)[6][7][8]
- 기아 리오/K2/KX 크로스(FB) (2017~2022)[9]
- 현대 i30 (PD) (2016년~현재)[10][11]
- 기아 시드/프로시드/엑시드(CD) (2018년~현재)[12][13]
- 현대 베뉴(QX) (2019년~현재)[14][15]
- 기아소넷(QY) (2020~현재)[16]
- 현대바이온(BC3 CUV) (2021~현재)
- 현대 크레타/ix25 (SU2) (2019년~현재)[16]
- 현대 알카자르(SU2 LWB) (2021년~현재)[17]
- 기아 셀토스/KX3 (SP2i/SP2c) (2019~현재)[16][18]
- 현대스타게이저(KS) (2022~현재)
- 기아 카렌스(KY) (2022~현재)

## K2 BEV 플랫폼
- 현대 크레타 일렉트릭 (2025년~현재)

## K3 플랫폼
- 현대 엘란트라/아반떼/i30 세단 (CN7) (2020~현재)[19][20]
- 기아 니로 (SG2) (2021~현재)[21]
- 현대 코나(SX2) (2022년~현재)
- 기아 K4(CL4) (2024년~현재)

## K3 BEV 플랫폼

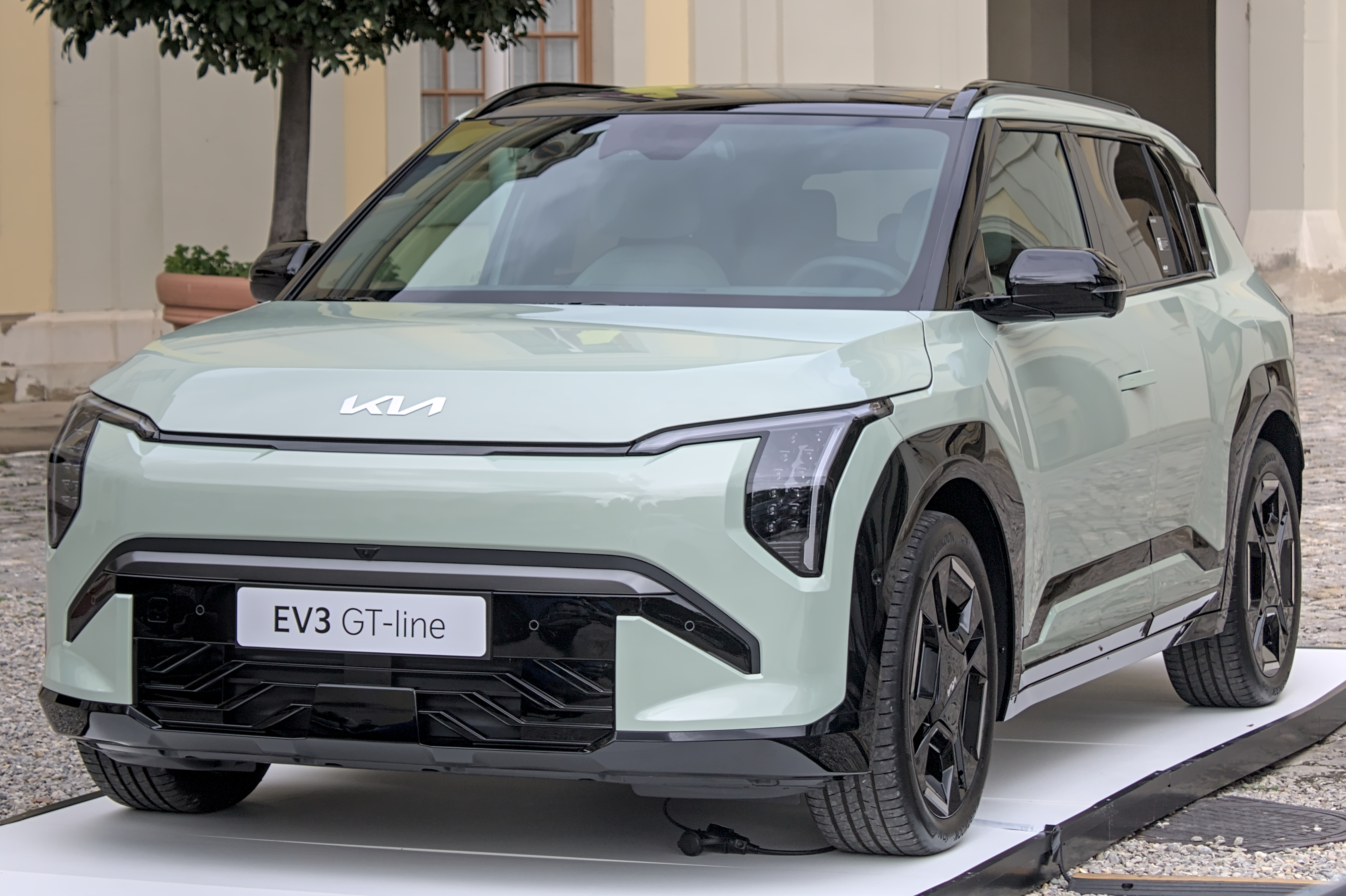
기아 EV3(SV)